# Санта-Круз (остров)
Санта-Круз (англ. Santa Cruz Island), также Санта-Крус (исп. Isla Santa Cruz) — остров в Тихом океане у юго-западного побережья США. Он находится в северной группе островов Чаннел и входит в округ Санта-Барбара американского штата Калифорния. Площадь острова составляет около 250 км² — тем самым, он является не только самым крупным из островов Чаннел, но и самым большим островом Калифорнии. В настоящее время остров полностью лежит в пределах национального парка Чаннел-Айлендс.

## История
С давних времён на острове жили индейцы-чумаши. Самые ранние признаки их присутствия на острове относятся к периоду около девяти или десяти тысяч лет тому назад. 
Первая европейская экспедиция, под руководством Хуана Родригеса Кабрильо (Juan Rodríguez Cabrillo), побывала у берегов острова в 1542 году и дала ему имя Сан-Лукас (San Lucas). Хотя члены этой экспедиции и не высаживались на остров, они видели на нём по крайней мере шесть индейских поселений. По некоторым оценкам, в то время на острове могло проживать около двух тысяч индейцев. 
В 1602 году у острова побывала экспедиция испанского мореплавателя Себастьяна Вискаино (Sebastián Vizcaíno). Они дали острову другое имя — Isla de Gente Barbuda («остров бородатых людей»).
В 1769 году на остров высаживались члены экспедиции Гаспара де Портола-и-Ровира (Gaspar de Portolà i Rovira), у которых были дружеские контакты с индейцами. Они и назвали остров именем Санта-Крус («Святой Крест»).  
К началу XIX века многие индейцы умерли от кори и других болезней, занесённых европейцами. Оставшихся в живых постепенно переселяли на материк, так что к 1822 году, когда Калифорния перешла во владение Мексики, на острове индейцев уже не осталось. 
В 1839 году капитан Андрес Кастильеро (Andrés Castillero), получив земельный грант от мексиканского правительства, стал первым частным владельцем острова Санта-Круз. В 1850 году, когда Калифорния стала штатом США, американское правительство потребовало заново подтвердить права на владение землёй, полученные от испанских и мексиканских властей. Право Кастильеро на территорию острова Санта-Круз оспаривалось в течение 12 лет, даже после того, как он продал его в 1857 году.
В 1869 году француз Жюстиньян Кер (Justinian Caire) и девять других инвесторов образовали компанию Santa Cruz Island Co., а к 1880 году Кер стал единственным владельцем острова. На острове было построено несколько домов, открыты кузница, капелла, а также винодельня. 

## География

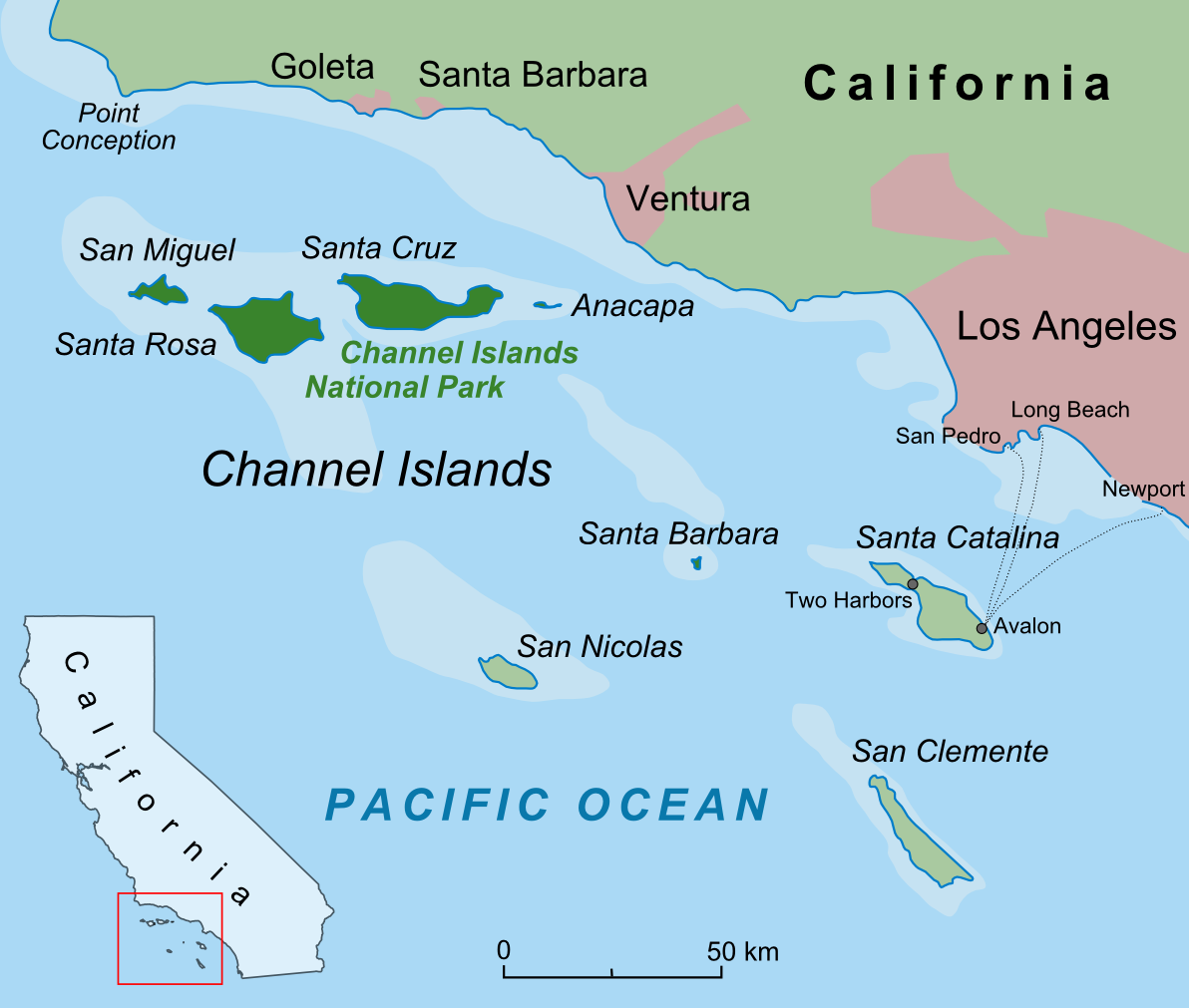
Острова Чаннел

Остров Санта-Круз находится в северной группе островов Чаннел, к которой, кроме него, принадлежат острова Санта-Роза (около 215 км²), Сан-Мигель (около 38 км²) и Анакапа (около 3 км²).
Эти острова отделены от материка проливом Санта-Барбара (Santa Barbara Channel). Ближайшие к острову Санта-Круз города на побережье Калифорнии — Вентура на северо-востоке (примерно в 32 км от острова) и Санта-Барбара на севере. 
Остров Санта-Круз имеет вытянутую форму — его длина (с запада на восток) составляет около 39 км, а ширина (с севера на юг) — от 3 до 10 км. Длина береговой линии острова составляет около 124 км.
Самая высокая точка острова — вершина горы Девилс-Пик — находится на высоте около 747 м.

## Флора и фауна
На островах Чаннел существует около 145 эндемичных видов растений и животных, из которых около 60 присутствует на острове Санта-Круз. Некоторые из них являются эндемиками именно этого острова — например, островная кустарниковая сойка (Aphelocoma insularis) и островная разновидность серебролистного лядвенца — Lotus argophyllus v. niveus.

## Галерея
|  |  |  |  |